# 27736 Ekaterinburg
27736 Ekaterinburg (1990 SA6) là một tiểu hành tinh vành đai chính được phát hiện ngày 22 tháng 9 năm 1990 bởi E. W. Elst ở Đài thiên văn Nam Âu.